# Acontiola festiva
Acontiola festiva is een vlinder van de familie van de uilen (Noctuidae). De wetenschappelijke naam van deze soort is voor het eerst voorgesteld als Ozarba festiva door Emilio Berio in een publicatie uit 1950.
De soort komt voor in Botswana en Zuid-Afrika.